# Africká láska
Africká láska (ve francouzském originále L'Amour africain) je opéra comique o dvou dějstvích francouzského skladatele Émila Paladilha na libreto Ernesta Legouvéa podle stejnojmenné hry Prospera Mériméea. Poprvé byla provedena 8. května 1875 v pařížském divadle Théâtre national de l'Opéra-Comique.

## Vznik, charakteristika a historie opery
Émile Paladilhe již v dětských letech prokazoval pianistický a kompoziční talent, již v deseti letech nastoupil na Pařížskou konzervatoř a roku 1860 se stal nejmladším nositelem Římské ceny v oboru hudební skladby. Na jeho kariéru proto byla velká očekávání. Mladý skladatel na sebe upozornil poprvé melodií Mandolinata z roku 1868 (napsal ji údajně cestou vlakem do Itálie), která se rychle rozšířila po celé Evropě. Jeho první uvedenou operou se stal Kolemjdoucí (Le Passant) v roce 1872, avšak ještě předtím začal mladý skladatel pracovat na jiném projektu.

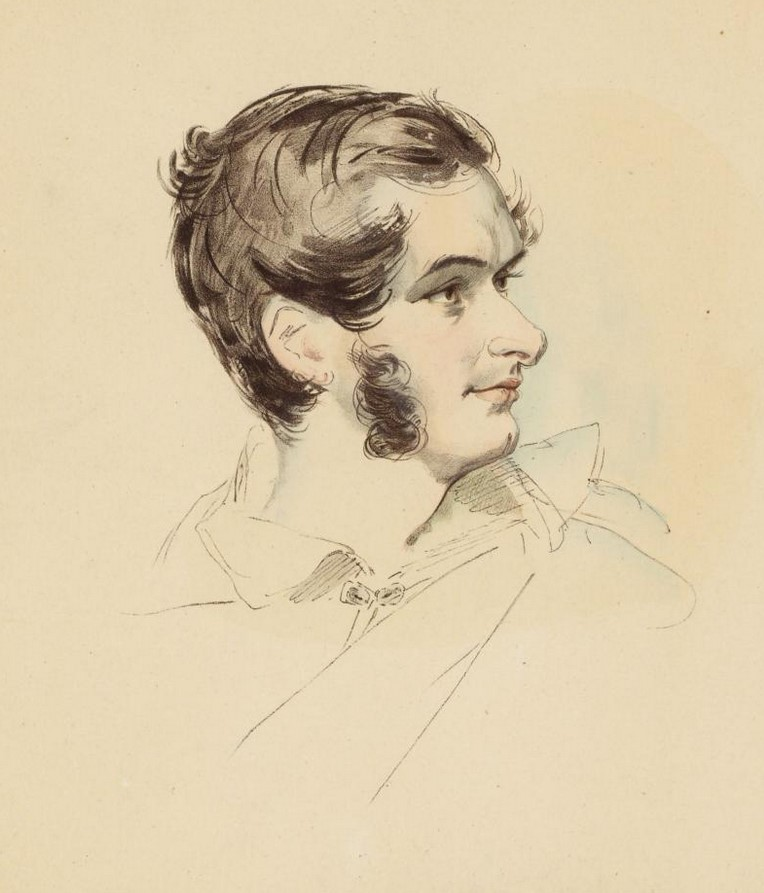
Prosper Mérimée, kresba Simona-Jacquese Rocharda

Původním záměrem bylo zhudebnit jednoaktovou činohru Africká láska z knihy Le Théâtre de Clara Gazul, kterou vydal roku 1825 Prosper Mérimée jako sbírku dramat fiktivní španělské herečky jménem Clara Gazul. Námět přijal tehdejší ředitel pařížské Opery Pierre Perrin, ale po jeho odvolání roku 1871 plán padl. Paladilhe proto operu uplatňoval v divadle Opéra-Comique, ale její spoluředitel Camille du Locle podmínil uvedení tragické Africké lásky jejím přizpůsobením žánru komicko-lyrické opery, pro kterou bylo jeho divadlo příslušné. Uznávaný spisovatel a člen Francouzské akademie Ernest Legouvé proto libreto přepracoval, a to především tím, že mu dal prozaické zarámování: celý orientální vášnivý příběh se odehrává jako divadlo na divadle, představení umělců vracejících se z Itálie v jihofrancouzské přímořské vile šlechtického mecenáše. Toto zpracování pak Paladilhe zhudebnil; zpočátku bylo v plánu nazvat operu Moïana podle role, kterou měla zpívat slavná Caroline Miolan-Carvalho, nakonec však zůstala u známého titulu Mériméeovy činohry a dotčenou úlohu převzala Zina Dati. Ředitelé Opéry-Comique dali tuto dvouaktovou verzi uvést v květnu roku 1875 (dva měsíce po premiéře Carmen rovněž na námět Prospera Mériméa), přičemž při premiéře jí předcházela starší úspěšná aktovka Ferdinanda Poisa Dobrý večer, sousede (Bonsoir, voisin). Předjímaje kritické výtky k libretu učinil Legouvé v tisku prohlášení, že text napsal jen proto, aby pomohl mladému skladateli prokázat své umění na veřejnosti.

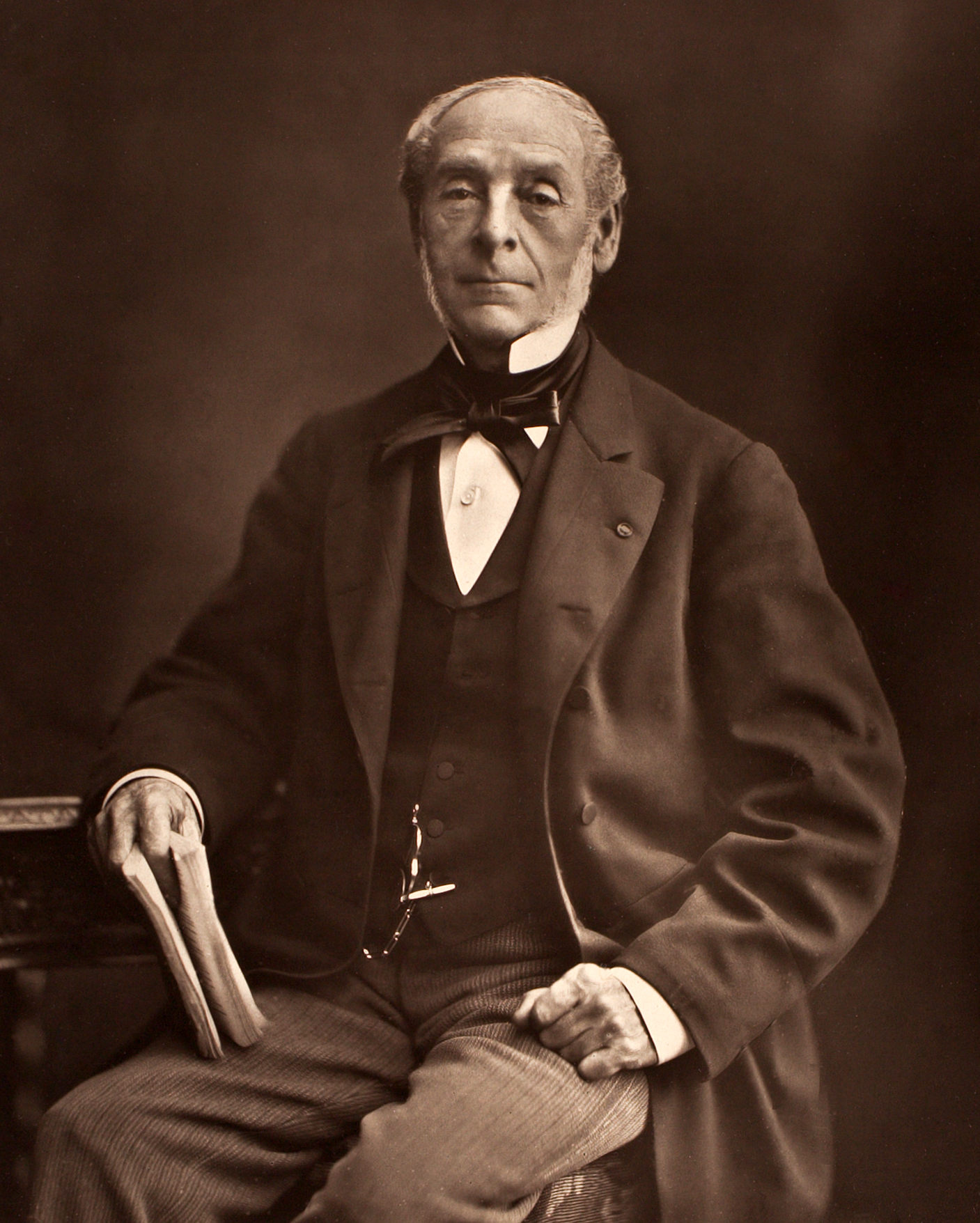
Libretista Africké lásky Ernest Legouvé

Z formálního hlediska je Africká láska v žánru opéra-comique, tj. se zpěvními čísly a mluvními dialogy. V prvním jednání, které se odehrává v reálném čase a prostředí mecenášovy vily, jsou zpěvní čísla řazena spíše vedle sebe bez hlubší souvislosti s dějem, v druhém dějství – které až na závěr odpovídá Mériméově historce o vášnivé orientální lásce a které odpovídá původnímu jádru opery – je hudba více zapojena do charakterizace postav a dramatických situací.

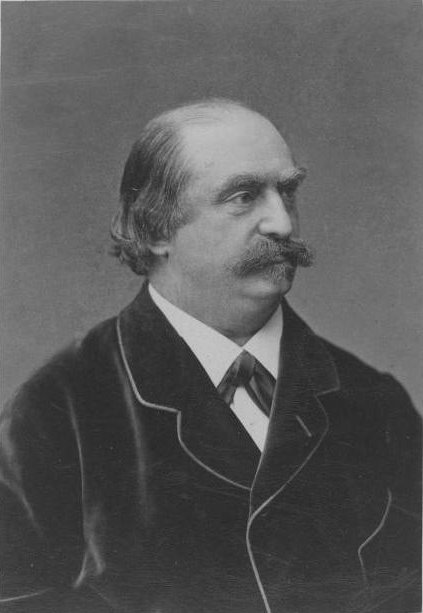
Kritik Eduard Hanslick

Když Opéra-Comique Africkou lásku vypravila, náhodně ji shlédl i slavný vídeňský hudební kritik Eduard Hanslick a žasl: „Tak neuvěřitelné, tak základní pomýlení jako toto dílo je v dějinách opery řídké a je pozoruhodným výjimečným příkladem, jak i tak eminentně divadelní národ francouzský může někdy uvést na jeviště něco zcela nedramatického a antimuzikálního.“ Vinu za něco tak „nepochopitelného“ kladl libretistovi („to není vůbec žádné libreto, to je jeho pravý opak“), ale nemohl porozumět ani tomu, „že nějaký skladatel, a Pařížan k tomu, komponuje takovou nestvůru“. V prvním aktu „stojí stále na scéně pět osob v moderním letním obleku vedle sebe; vždycky jeden něco předzpěvuje, ostatní čtyři nešťastníci naslouchají; neděje se absolutně nic.“ Ve druhém dějství je pak hudba „odporně vážná a patetická […] v žádné z těchto scén netryská hudba spontánně ze situace; všude je jen halabala přilepená“. „Milý skladatel „mandolinaty“ si svojí Africkou láskou mandolínu veřejné přízně pořádně rozladil.“
Podobné rozladění vyjadřovali vesměs i francouzští kritici: vadila jim struktura libreta, chybějící děj v první části a naopak hrubá akce v jednání druhém. Rovněž hudba byla shledávána nesourodou a neodpovídající ani komické, ani tragické stránce příběhu.
„Marně hledám v tomto skladateli sluneční paprsek, ostrý či tlumený, který musí dílo oživovat. Nacházím jen smysl pro melodii někde příjemný, ale často rozvleklý, téměř chorobný chlad, hřmotný orchestr bez původnosti […] konečně pak politováníhodnou nepřítomnost inspirace, nahrazované určitou zručností, jež může zaujmout blahosklonného posluchače,“ psal Paul Bernard v hudebním časopise Revue et Gazette musicale de Paris. Charles Darcours v neméně zdrcující kritice pro Le Figaro připomínal, že Paladilhe má „znalosti, zručnost, ba „grif“ skladatelského experta“, ale přinejmenším „zásadně postrádá smysl pro jeviště“ a Africká láska je podle něj „velkou chybou“. Albert de Lasalle v Le Monde illustré komentoval: „Bylo by věcí fyziologů vysvětlit, co se to stalo v duši skladatele, že ztratil smysl pro melodii. Určitě měl nějaká špatná setkání; asi se poznal s některými z těch zlých wagneriánů, a ti mu zamotali myšlenky! A vrcholem neštěstí pro mladého umělce, který začínal tak slibně, bylo zhudebnit libreto tak mimořádně slabé.“ Édouard Noël a Edmond Stoullig v divadelní a hudební ročence za roku 1875 konstatovali, že „této partituře chybí originalita v melodii i v doprovodu“. Henri Moreno v recenzi pro hudební týdeník Le Ménéstrel naopak tvrdil, že „ani melodie, ani vřelé stránky nechybí, naopak překypují“. Problém spatřoval v „jevištní nezkušenosti, tj. příliš velkém rozmachu přisouzeném některým místům a naprosté zbytečnosti jiných“. Moreno kritizoval zejména přílišnou patetičnost výrazu a orchestrální hutnost zvláště na místech, pro která by dal přednost lehkým formám tradiční opéry comique.

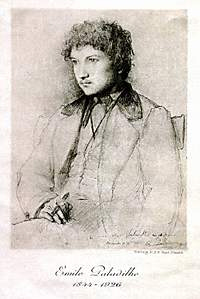
Skladatel Émile Paladilhe

V ochranu – stejně jako u Kolemjdoucího – brali Paladilha jiní skladatelé. Již Henri Moreno ve své recenzi uvádí, že Charles Gounod po zhlédnutí Africké lásky prohlásil Paladilha za mladého skladatele, s nímž je třeba počítat. Ernest Reyer v prestižním deníku Journal des débats ho označoval za „mezi mými soudruhy, neřkuli mými bratry, za jednoho z nejnadanějších“. Reyer uznával potřebu „upřímnější inspirace, soudržnější formy a menší hojnosti detailů v orchestru“, avšak vyzdvihoval „skutečný skladatelský temperament a organizaci takřka dokonalou“. Nad celkovým neúspěchem Africké lásky krčil rameny: „Pro skladatele je důležitější být hrán než uspět. A byť je úspěch lepší než fiasko, je fiasko lepší než nic.“ Také Victorin de Joncières v La Liberté si stěžoval na výsměšné narážky, kterým Paladilhe za Africkou lásku v denním tisku čelil: „Proč takové soustavné a nespravedlivé očerňování skutečného hudebníka hned vedle výstřední chvály fabrikantů operet a výrobců komických popěvků?“ Nacházel klady v Legouvého libretu, ale upozorňoval, že rámcový příběh vedl k tomu, že druhé dějství kvůli efektu „divadla na divadle“ nemohlo být bráno vážně, což Paladilhe nepochopil a zkomponoval malou „velkou operu“, která se zcela míjela účinkem. Joncières vyjádřil naději, že se Paladilhe prosadí v komickém i tragickém žánru lépe, než v této nesourodé kombinaci obou, a vyjádřil některé výhrady k jeho hudbě: přílišnou imitaci Gounoda, přílišné rozvíjení hudebních témat zpomalující jevištní akci, instrumentaci občas přehlušující zpěv. Přesto konstatoval, že „autor této partitury je skutečný dramatický skladatel, který jednou dozajista dosáhne jednoho z nejčestnějších míst v hudebním světě“. Joncières nebyl mimochodem jediný, který vytýkal Paladilhovi závislost na Gounodovi: „Mistr [=Gounod] s tím může být spokojen, ale publikum mnohem méně,“ psali Noël a Stoullig.
Všichni recenzenti se však shodli na příznivějším hodnocení některých pasáží, především pak kvintetu Ô charmant voyage v prvním dějství. Zato však herecké a pěvecké výkony byly údajně prostřední a úspěchu opery nijak nepomohly.
Rovněž reakce obecenstva byla podle dobového tisku jednoznačně nepříznivá: „Africká láska – láska nešťastná, neboť posluchači ji vůbec neopětovali,“ vtipkoval Le Journal amusant; „dílo pana Paladilha, bude-li hráno často, brzy přemění Opéru-Comique v poušť,“ předvídal Le Figaro. Podle kritiků první část diváky nezaujala, zatímco v druhé téměř hledali ve vážném ději nechtěnou komiku. Inscenace dosáhla v Opéra-Comique pouhých šesti repríz, a byla tedy jasným neúspěchem. Přesto uvedlo toto divadlo i další Paladilhovy pokusy, opery Suzanne (1878) a Diana (1885). Jeho nejslavnější opera Vlast! (1886) však byla provedena v Opeře.

## Osoby a první obsazení

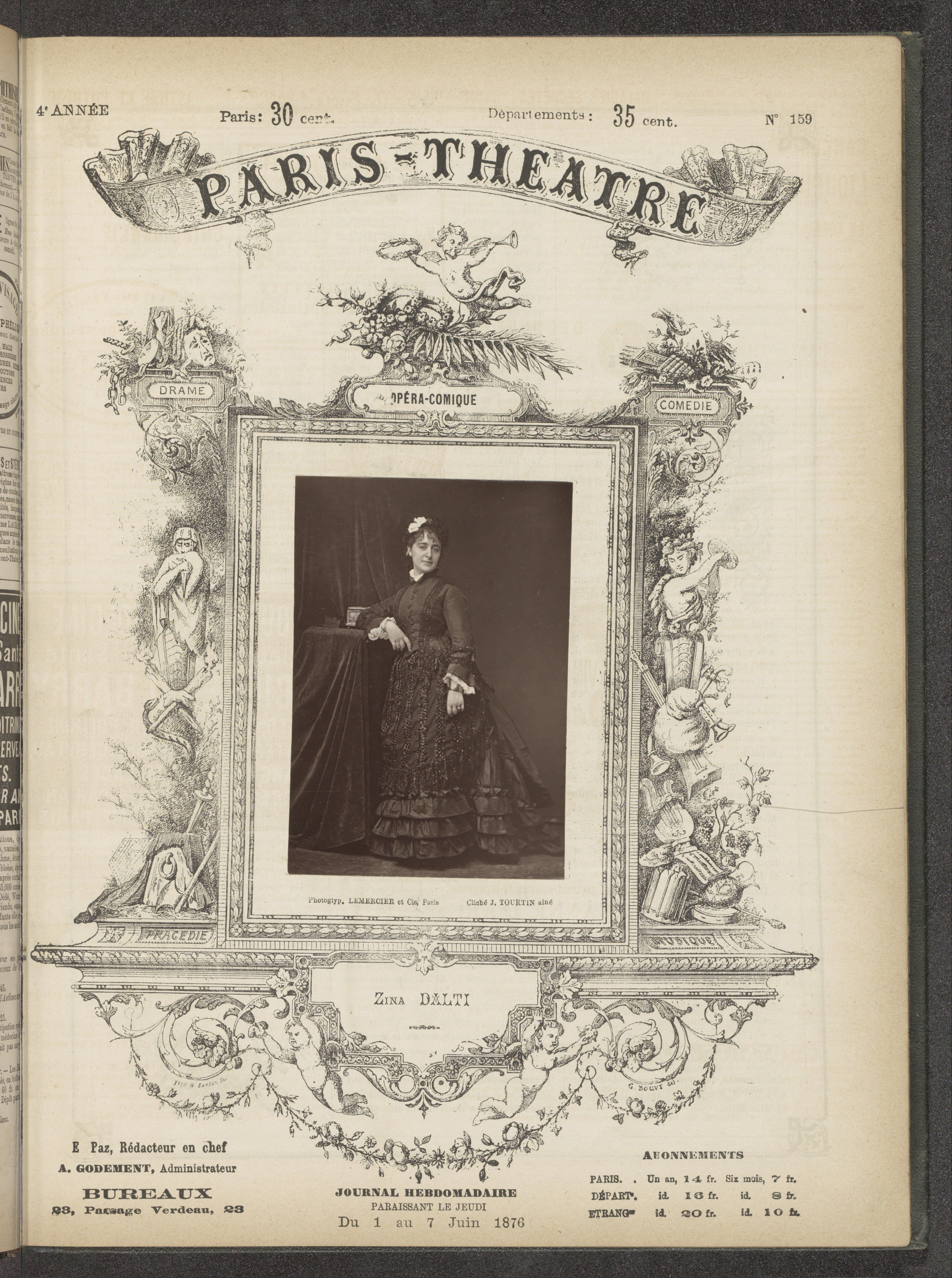
Zina Dalti, Margarita / Moïana v Africké lásce

| osoba                                 | hlasový obor                       | světová premiéra (8. 5. 1875)      |
| ------------------------------------- | ---------------------------------- | ---------------------------------- |
| Hrabě z Beaulieu (Mustapha)           | baryton nebo bas (basse chantante) | Ismaël (vl. jm. Jean-Vital Jammes) |
| Paul Delatour, skladatel (Nouman)     | tenor                              | Charles-Auguste Nicot              |
| Raymond Duval, malíř (Zeïn)           | baryton                            | Pierre-Léon Melchissédec           |
| Sluha                                 | mluvená role                       | …                                  |
| Hraběnka, manželka hraběte z Beaulieu | soprán                             | (Anne-Elise-)Alice Ducasse         |
| Margarita, manželka Raymonda (Moïana) | soprán                             | Zina Dalti                         |
| Venkované, hosté                      |                                    |                                    |
| Dirigent: Adolphe Deloffre            |                                    |                                    |

## Děj opery

### 1. dějství
(Terasa vily poblíž Cannes)

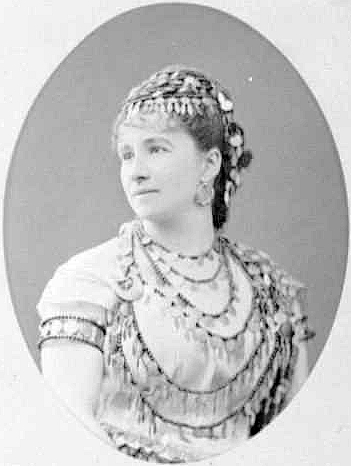
Alice Ducasse, hraběnka v Africké lásce

Hrabě a hraběnka se připravují na večerní slavnost, na niž sezvali hosty z blízkých letovisek. Hrabě miluje pořádání oslav a hraběnka je odbornice na labužnickou kuchyni (předehra a č. 1 duet Je ne rêve que belle fête). Při přípravách uslyší zblízka kytaru (č. 1 bis melodram) a brzy se objeví tři mladí lidé. Skladatel Paul a malíř Raymond, oba držitelé Římské ceny, jsou na cestě z uměleckého pobytu v Římě zpět do Paříže a s nimi Marguerita, dcera římského starožitníka, s níž se Raymond oženil. Hraběnka dokládá italským zpěvem své umělecké zájmy (č. 2 italská píseň La Fiorentina) a následně poutníky hostí. Vesničané (za scénou) nacvičují lidové písně a tance, které mají večer předvést pro rozptýlení hostů (č. 3 sbor pěstitelů oliv Amis, au son des musettes).
Mladí umělci zatím obdivují krajinu. Hrabě vysvětluje, jak i jeho uchvátily vůně zdejší květeny – a prodejem produktů z ní v Paříži navíc hravě financuje své záliby (č. 4 kuplet Conduit dans ce riant séjour). Cestující pak poeticky popisují svou cestu z Itálie a hostitelé se nad ní dojímají (č. 5 kvintet Ô charmant voyage). Z Říma přišla i satirická píseň o skladateli, který je ještě ve stáří nazýván nadějným nositelem Římské ceny… protože od doby svého vítězství v soutěži nic významného nesložil. Píseň pochází od Paula, ale zazpívá ji hrabě (č. 6 complainte (stížnost) Oyez les tristes contretemps).
Pak chtějí mladí lidé pokračovat v cestě a loučí se (č. 7 arioso Marguerity Chers amis d'un jour), ale když se hrabě dozví, že Paul si veze v cestovním vaku malou operu, zadrží je. To by bylo něco jako vrchol dnešní slavnosti! Hrabě se nabídne, že v opeře sám zahraje chybějící čtvrtou postavu, a těší se, zatímco hraběnka je náhlou změnou organizace trochu rozladěna (č. 8 závěrečný kvintet Le cœur me bat).

### 2. dějství
(Divadlo na divadle – Altán v Noumanově zahradě v Córdobě)

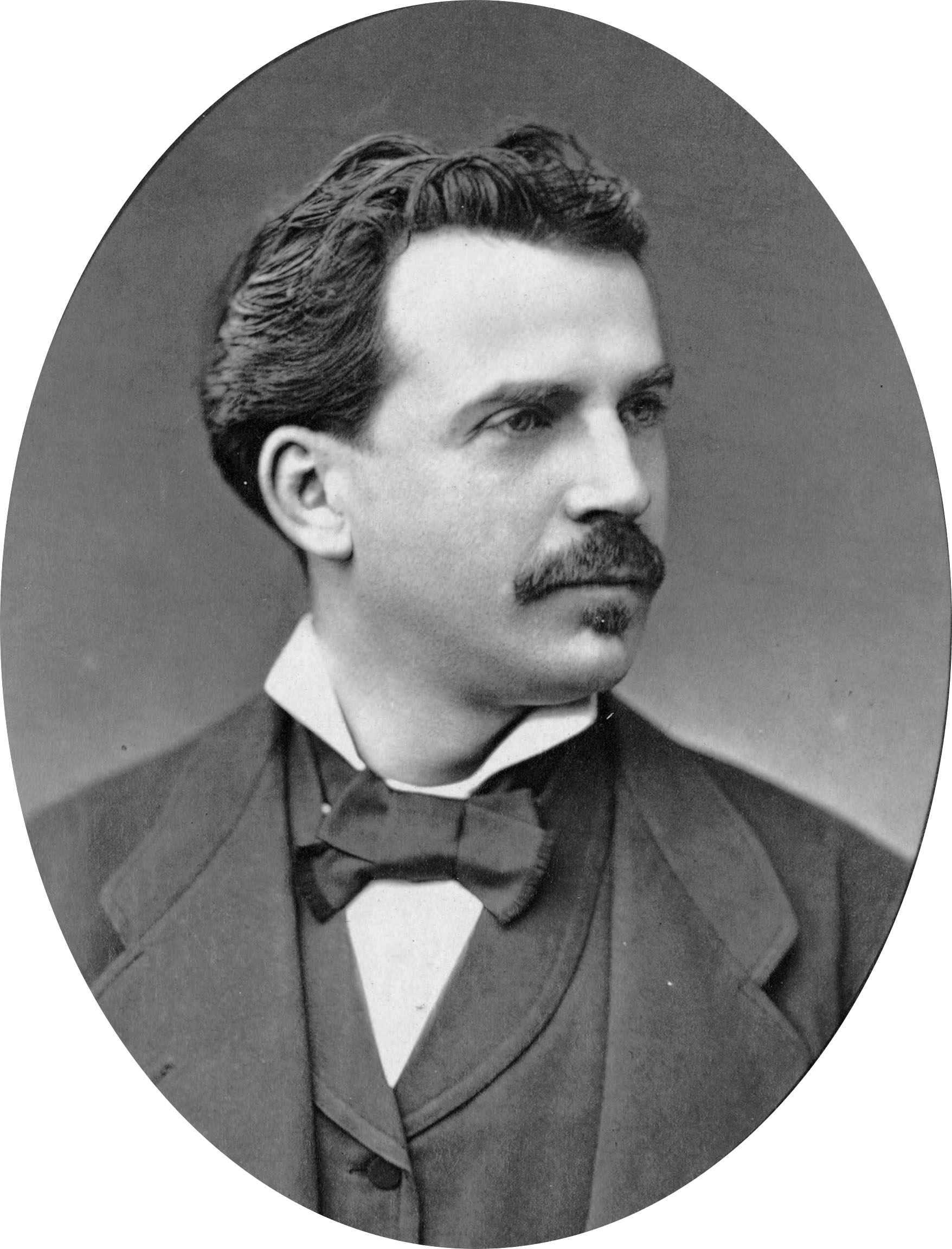
Léon Melchissédec, Raymond / Zeïn v Africké lásce

Správce Mustapha oznamuje svému pánovi, boháči Noumanovi, že otrokyně, do níž se jeho pán na trhu zahleděl a koupil ji, právě dorazila (mezihra a č. 9 introdukce). Současně oba vidí, jak se k domu na svém hřebci Abjerovi řítí Noumanův dobrý přítel Zeïn. Ten kdysi Noumanovi zachránil život, když umíral v poušti žízní na pouti do Mekky (č. 10 Noumanova romance Couché sur la terre brûlante). Zeïn přikvačí a na přítelovu pobídku chválí svého věrného Abjera, „orla pouště“ (č. 11 zpěv o koni Abjer, le buveur d'air). Pak ale přijde na účel Zeïnova náhlého příchodu: uzřel totiž na tržišti krásnou otrokyni a zamiloval se do ní. Ale z požadované částky měl sotva polovinu, i když prodal všechen svůj majetek až na koně, a zbytek (stejně jako prostředky na následné živobytí) chce získat darem od Noumana. Nouman je pobaven tím, že jeho přítel konečně podlehl lásce (č. 12 duet Il est pris, le fils du désert). Je ochoten mu vypomoci a hned dává chystat hotovost. Zaïn ji inkasuje a obratem vyjíždí.
Mustapha přivádí otrokyni Moïanu (č. 13 arabský pochod). Ta je šťastna: právě Noumana si prý přála za svého pána. Vypráví mu, jak upadla do otroctví – prodala se do něj sama, aby pomohla zchudlému otci a třem mladším sestrám. Nouman ihned celé rodině slibuje pohostinství a oba si vyjadřují vzájemnou náklonnost (č. 14 Moïaniny sloky Laisser-moi partir, ô mon père a duet Divin transport! jour radieux!).
Tu však vtrhne Zeïn, který se dozvěděl, že novým majitelem jeho vyvolené je právě Nouman. Žádá ho o ni a připomíná, že mu Nouman slíbil splnit jakékoli přání, když mu zachránil život. Nouman se brání a odolává, nakonec však svoluje s podmínkou, že nechají výběr na Moïaně. Ta pochopitelně neváhá a potvrzuje svou lásku Noumanovi. Zeïn se vzdává, ale žádá, aby mohl Moïaně alespoň pohlédnout do tváře. Na Noumanův pokyn Moïana poodhalí svůj závoj, jenže pohled na ni znovu rozbouří Zeïnovo milostné šílenství, takže se chce s Noumanem o Moïanu bít (č. 15 tercet Tu l'as juré par le prophète … Ô mon maître, c'est toi que j'aime … Ne les détourne pas encore … La femme est à moi!). 
Zeïn zaútočí na Noumana, ale Moïana se mu postaví do cesty a je zabita místo něho. Nouman se chápe zbraně a chce se pomstít, ale zabrání mu v tom hrabě a hraběnka, kteří svolávají společnost k večeři. Nouman, Zeïn i zmrtvýchvstalá Moïana se ubírají ke stolu spolu s ostatními hosty. vesničané tančí a všichni opěvují nositele Římské ceny (č. 16 závěrečný sbor Honneur, honneur au prix de Rome).